# Las dieciséis rosas de Zufre
Las dieciséis rosas de Zufre fueron un grupo de mujeres republicanas del municipio de Zufre (provincia de Huelva), torturadas, violadas y asesinadas a la altura de Higuera de la Sierra, entre septiembre y el 4 de noviembre de 1937 por las tropas del ejército Franquista.
A raíz del golpe de Estado del 18 de julio y en los días posteriores, las tropas sublevadas del general Franco se apoderaron de la ciudad de Sevilla, convirtiéndola en la base desde donde se lanzaron ofensivas contra Huelva, Madrid (por Extremadura) y Málaga. El ejército, los legionarios y las milicias fascistas, alentados por las terribles proclamas que el general Queipo de Llano emitía desde Radio Sevilla, instauraron un régimen de terror, dejando a su paso miles de muertes anónimos, enterrados en cunetas y fosas comunes.
En la provincia de Huelva, pese a los primeros intentos de resistencia de la cuenca minera, no hubo guerra y los fascistas desencadenaron la cruel persecución de cualquier persona sospechosa de simpatizar con la Segunda República o de haber militado en algún partido o sindicato de izquierdas. Muchos hombres huyeron a las montañas y sus madres, hermanas o esposas fueron sometidas a humillaciones públicas, rapadas, violadas, obligadas a beber aceite de ricino y posteriormente asesinadas.
Durante septiembre y hasta el 4 de noviembre de 1937, Remedios Gil, Mariana Sánchez, Amadora Sánchez, Encarnación Méndez, Elena Ramos, Bernabela Rodríguez, Alejandra Garzón, Teodora Garzón, Amadora Rodríguez, Modesta Huerta, Dominica Rodríguez, Felipa Rufo, Antonia Blanca, Josefa Labrador, Faustina Ventura y Carlota Garzón fueron paseadas medio desnudas por el pueblo y cargadas en un camión, en presencia de sus hijos, supuestamente con destino a Aracena para ser juzgadas, pero en realidad en dirección al pueblo de Higuera de la Sierra donde fueron asesinadas una por una, junto a otros cinco hombres.
Los trabajos arqueológicos en el cementerio de Higuera de la Sierra sólo habían localizado en 2019 seis cuerpos con evidencias de muerte violenta.